# Alexia Bryn
Alexia Marie Bryn, född Schøien 24 mars 1889 i Kristiania, död 19 juli 1983 i Oslo, var en norsk konståkare. Hon blev olympisk silvermedaljör i Antwerpen 1920 i paråkning tillsammans med sin man Yngvar Bryn.